# プレデター (コミック)
アメリカの映画『プレデター』の異星人種族プレデター (架空の生物)はダークホースコミックス社(en:Dark Horse Comics)から幾つかアメリカンコミックが出ており、『エイリアンVSプレデター』を始めクロスオーバー作品なども描かれているものもある。

## コミックシリーズ
- 『プレデター』（Predator、Predator: Concrete Jungle） 4冊（1989年～1990年）、原作マーク・ヘルハイデン作画クリス・ワーナー、ローン・ランドール
- 『プレデター2』（Predator 2）2冊（1991年）、原作フランツ・ヘンケル作画ダンバリー、マーク・ブライト
- 『プレデター: ビッグ・ゲーム』（Predator: Big Game）4冊（1991年）とトレード・ペーパーバック版1冊（1992年）、原作ジョン・アーチュディ作画エヴァン・ダーキン
- 『プレデター: コールド・ウォー』（Predator: Cold War） 4冊（1991年）とトレード・ペーパーバック版1冊（1993年）、原作マーク・ヘルハイデン作画ローン・ランドール
- 『プレデター: ブラッディ・サンズ・オフ・タイム』（Predator: Bloody Sands of Time）2冊 （1992年）、原作ダン・バリー作画クリス・ワーナー
- 『プレデター: レース・ウォー』（Predator: Race War）5冊 （1993年）とトレード・ペーパーバック版1冊（1995年）、原作アンドリュー・バクス、ランディ・ストラデリー
- 『プレデター: バッド・ブラッド』（w:Predator: Bad Blood）4冊（1993年～1994年）、原作エヴァン・ダーキン作画デレク・トンプソン
- 『プレデター: 4次元からの侵略者』（Predator: Invaders from the 4th Dimension）（1994年）、原作ジェリー・ブロッサー作画ジム・ソマービル
- 『プレデター: ジャングル・テイルス』（Predator: Jungle Tales）1冊（1995年）
- 『プレデター: ダーク・リバー』（Predator: Dark River） 4冊（1996年）、原作マーク・ヘルハイデン作画ミラーン・キン
- 『プレデター: スターリング・ルー』（Predator: Strange Roux）1冊（1996年）、原作ブライアン・マクドナルド作画ミッチ・バード
- 『プレデター: キンドレッド』（Predator: Kindred）4冊（1996年～1997年）とトレード・ペーパーバック版1冊（1997年）、原作ジェイソン・ランブ、スコット・R・トルソン作画ブライアン・オコンネル、ロジャー・ピーターソン
- 『プレデター: ヘル&ホット・ウォーター』（Predator: Hell & Hot Water）3冊（1997年）とトレード・ペーパーバック版1冊（1998年）、原作 マーク・シュルツ作画ジーン・コラン
- 『プレデター: プライマル』（Predator: Primal）2冊（1997年） 、原作ケビン・J・アンダーソン作画スコット・コリンズ
- 『プレデター: ネメシス』（Predator: Nemesis） 2冊（1997年～1998年） 、原作ゴードン・レニー作画コリン・マクニール
- 『プレデター: ヘル・コム・ア・ウォーキング』（Predator: Hell Come a Walkin'） 全2冊（1998年）、ナンシー・コリンズ、ディーン・オムストン
- 『プレデター: キャプティブ』（Predator: Captive）1冊（1998年）、原作ゴードン・レニー作画ディーン・オムストン
- 『プレデター: ホームワールド』（Predator: Homeworld）4冊（1999年）、原作ジム・ヴァンス、ケイト・ウォーリー、作画トビー・サプレス
- 『プレデター: ゼノジェネシス』（Predator: Xenogenesis）4冊（1999年）、原作イアン・エジントン、作画メル・ルービー、アンドリュー・ペポイ
- 『プレデターシリーズ2』（Predator (Series 2)、Predator: Prey to the Heavens）4冊（2009年～2010年）
- 『プレデターズ』（Predators）4冊（2010年）、
- 『プレデターズ：プリザーブ・ザ・ゲーム』（Predators: Preserve the Game）1冊（2010年）

- ダークホースの10年#1 (4)『プレデター: 1718』（Predator: 1718）（1996年、短編小説（1997年）もある）原作様々

## エイリアンVSプレデターシリーズ
- 『エイリアンVSプレデター (コミック)』（Aliens Vs Predator）5冊（1990年）及びトレード・ペーパーバック版1冊（1991年）と限定版1冊（1992年）、原作ランディ・ストラデリー作画フィル・ノーウッド、クリス・ワーナー
- 『エイリアンVSプレデター: デッドリスト・オフ・ダ・スピーシーズ』（Aliens Vs Predator: Deadliest of the Species） 12冊（1993年～1995年）と限定版1冊（1997年） 、原作クリス・クレアモント、作画ジャクソン・ジュース、エドゥアルド・バレット、ジョン・ビーティー
- 『エイリアンVSプレデター: デュエル』（Aliens Vs Predator: Duel）2冊（1995年） 、原作ランディ・ストラデリー作画ハヴィエル・サルターズ
- 『エイリアンVSプレデター: ウォー』（Aliens Vs Predator: War）5冊（1995年）とトレード・ペーパーバック版1冊（1996年） 、原作ランディ・ストラデリー作画クリス・ワーナー、マイク・マンリー、ジム・ホール、マイク・G・ヘイケ、フィル・ノーウッド、ハヴィエル・サルターズ
- 『エイリアンVSプレデター: ブーティ』（Aliens Vs Predator: Booty）1冊（1996年） 、原作バーバラ・ケッセル、作画クリス・チャレノア
- 『エイリアンVSプレデター: エターナル』（Aliens Vs Predator: Eternal） 4冊（1998年） とトレード・ペーパーバック版1冊（1999年）、イアン・エジントン、作画アレックス・マリーブ
- 『エイリアンVSプレデター: アニュアル』#1（Aliens Vs Predator: Annual）トレード・ペーパーバック1冊（1999年）原作様々、
- 『エイリアンVSプレデター: ゼノジェネシス』（Aliens Vs Predator: Xenogenesis）4冊 （1999年～2000年）、原作アンディ・ワトソン、作画メル・ルービー、ベン・エレーラ
- 『エイリアンVSプレデター: 恐怖の狩り』（Aliens Vs Predator: Thrill of the Hunt） トレード・ペーパーバック版1冊（2004年）原作マイク・ケネディ、作画ロジャー・ロビンソン
- 『エイリアンVSプレデター: スリー・ワールド・ウォー』（Aliens Vs Predator: Three World War）6冊（2010年）原作ランディ・ストラドリー、作画リック・レオナルディ

- エイリアンVSプレデター総集編（Aliens Vs Predator Omnibus 1 2 3）1巻、2巻、3巻

 その他のVSシリーズ 
- 『バットマンVSプレデター』（w:Batman vs. Predator）3冊及びプレステージ・エディション版の3冊（1991年～1992年）とトレード・ペーパーバック版の全集1冊（1993年）、原作ディブ・ギボンズ、作画アンディ・クーバート
- 『バットマンVSプレデターⅡ』（Batman Vs Predator II ）4冊（1994年）とトレード・ペーパーバック版1冊（1995年）、原作ダグ・モエンチ、作画ポール・グラーシー
- 『プレデターVSバットマンⅢ: 血と絆』（Predator Vs Batman III: Bloodties） 4冊（1997年～1998年）とトレード・ペーバック版1冊（1998年）、原作チャック・ディクソン作画ルドルフォ・ダーマッジョ
- 『スーパーマンVSプレデター』（w:Superman vs. Predator） 3冊（2000年）とトレード・ペーバック版1冊（2001年）、原作デビッド・ミシュリーヌ作画アレックス・マリーブ
- 『スーパーマン&バットマンVSエイリアン&プレデター』（w:Superman & Batman vs. Aliens & Predator）1冊（2007年）とトレード・ペーパーバック版の1冊（2001年）、原作マーク・シュルツ作画アリエル・オリペッティ
- 『プレデターVSマグナス・ロボットファイター』（Predator Vs Magnus Robo Fighter） 2冊（1992年）とトレード・ペーパーバック版1冊（1994年）、原作ジム・シューター、ジョン・オストランダー、作画リー・ウィークス
- 『ターザンVSプレデター地底王国』（Tarzan Vs Predator at the Earth's Core）トレード・ペーパーバック版1冊（1997年）、原作ウォルター・シモンソン、作画リー・ウィークス
- 『プレデターVSジャッジドレッド』（w:Predator vs. Judge Dredd）3冊（1997年）とトレード・ペーパーバック版1冊（1998年）、原作ジョン・ワーグナー作画エンリケ・アルカテナ、
- 『ジャスティス・リーグVSプレデター』（Justice League of America Vs Predator） トレード・ペーパーバック版1冊（2000年）、原作ジョン・オストライダー作画グラハム・ノーラン
- 『エイリアンVSプレデターVSターミネーター』（w:Aliens vs. Predator vs. The Terminator） 4冊（2000年）とトレード・ペーパーバック版1冊（2001年）、原作マーク・シュルツ作画メル・ルービー
- 『エイリアンVSプレデター/ウィッチブレイド /ダークネス: オーヴァーキル』（Aliens vs. Predator/Witchblade/Darkness: Overkill）2冊（1999年）原作ポール・ジェンキンス作画クラレンス・ランサーン
- 『エイリアンVSプレデター/ウィッチブレイド /ダークネス: マインドハンター』（Aliens vs. Predator/Witchblade/Darkness: Mindhunter）4冊（2000年～2001年）とトレード・ペーパーバック版1冊（2001年）、原作デビッド・クイン作画メル・ルービー

 ファイア・アンド・ストーン シリーズ 
- 『エイリアン: フィールド・リポート』（Aliens: Field Report）（2014年）原作クリス・ロバーソン、作画ポール・リー
- 『エイリアン: ファイア・アンド・ストーン』（Aliens: Fire and Stone）（2014年）原作クリス・ロバーソン、作画パトリック・レイノルズ
- 『プロメテウス: ファイア・アンド・ストーン』（Prometheus: Fire and Stone）（2014年～2015年）原作ポール・トービン、作画ファン・フェレイラ
- 『プレデター: ファイア・アンド・ストーン』（Predator: Fire and Stone）（2014年～2015年）、原作ジョシュア・ウィリアムソン、作画クリス・ムーニーハム
- 『エイリアンVSプレデター: ファイア・アンド・ストーン』（Alien vs. Predator: Fire and Stone） （2014年～2015年）原作クリストファー・セバラ作画アリエル・オリベッティ
- 『プロメテウス: ファイア・アンド・ストーン - オメガ』（Prometheus: Fire and Stone - Omega）（2015年）原作ケリー・スー・デコニック、作画アグスティン・アレッシオ
- 『プロメテウス: ザ・コンプリート・ファイア・アンド・ストーン』（Prometheus: The Complete Fire and Stone）（2015年）

## その他のプレデターのコミックシリーズ
ダークホーススペシャル 狩猟の英雄：プレデターを攻撃！シリーズ 
- 『プレデターVSエージェント・オフ・ロー』#6（Predator vs Agents of Law）（1995年）原作ダグ・ウィートリー、マーク・ファーマー作画マット・クラークファーマー
- 『プレデターVSゴースト』#5（Predator vs Ghost） （1995年）原作アダム・ヒューズ作画テリー・ドーソン、リー・モデル
- 『プレデターVSモーターヘッド』#1（Predator vs Motorhead）（1995年）原作サイモン・ビスレー作画カール・ウォーラー
- 『プレデター VS.X』#18（Predator vs X） （1994年）原作スティーブン・グラント作画クリストファー・ルノー

 ダークホースコミックシリーズ 
- #1、2『プレデター: レイテ・オフ・パッセージ』（Predator: Right of Passage） 全2冊
- #4、5、6『プレデター: 血讐』（Predator: Blood Feud） 全4冊
- #10、11、12『プレデター: ザ・プライド・アット・Nghasa』（Predator: The Pride at Nghasa全3冊
- #12、13、14『プレデター: バッド・ブラッド』（ Predator: Bad Blood ）全3冊
- #16、17、18『プレデター: ハンテッドシティ』（Predator: The Hunted City） 全3冊
- #20、21『プレデター: ブラッド・オン・ウィッチ・メサ』（Predator: Blood on Witch Mesa） 全2冊
- #25『エイリアンVSプレデター: ブラッド・タイム』（Aliens vs Predator: Blood Time）

 ダークホース プレゼントシリーズ 
- #35『プレデター（ランディ・ストラドリーによって）』（Predator by Randy Stradley） （1989年）
- #36『プレデターVSプレデター（ランディ・ストラドリーによって）』（Aliens Vs Predator）（1990年）
- #46『プレデタープレデター（ジョン・アーチュディ）』（Predator by John Arcudi,Predator: God's Truth） （1990年）、
- #67、68、69『プレデター: レース・ウォー』（Predator: Race WarPredator）全3冊（1992年1993年）
- #119『『プレデター（マイク・バーによって）』（Predator by Mike Barr,Predator: No Beast so Fierce）
- #124『プレデター（スティーブ・シーグル）』（Predator by Steve Seagle,Predator: Bump in the Night）（1997年）、
- #137『プレデター（ローン・マーズ、クラウディオ・カステリーニ）』（Predator by Ron Marz,Ca Claudio stellini、Predator: Demon's Gold）（1998年）
- #146、147『エイリアンVSプレデター: ウェブ』（Aliens Vs Predator: The Web） 全2冊（1999年）

- プレデター総集編（Predator Omnibus 1、2、3）（2007年）1巻、2巻、3巻

1巻は『コンクリート・ジャングル』、『コールド・ウォー』、『ダーク・リバー』などを収録。2巻は『ビッグ･ゲーム』、『神の真実』、『レース・ウォー』、『ブラッド・オン・ウィッチ・メサ』、『ハンテッドシティ』、『1718』、『4次元からの侵略者』を収録。